# قره‌نی

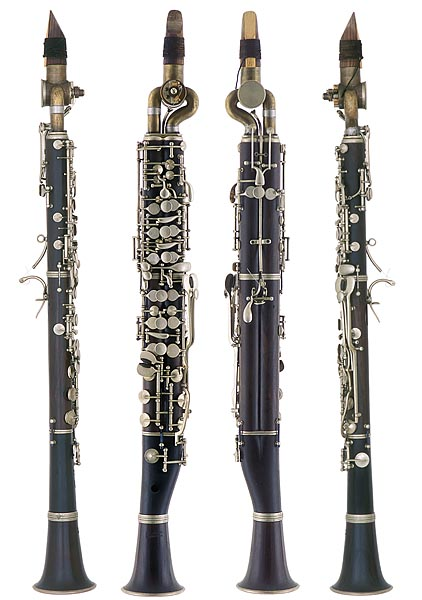
کلارینت ربع پرده

نوعی کلارینت که توانایی تولید فاصله‌های موسیقی شرقی (ربع پرده) را دارد به قره‌نی معروف است.